# Klaus Flouride
Klaus Flouride é o nome artístico de Geoffrey Lyall (nascido em 30 de maio de 1949), um músico americano que é baixista e backing vocal da banda de punk rock Dead Kennedys.

## Biografia
Lyall nasceu em Detroit, Michigan, filho de Bryce Lyall e Louise Robbins Lyall. Quando criança, era fascinado por discos, e a música escondida em seus grooves e começou a colecionar discos aos sete anos. Durante a Grande Depressão, seu pai tocava saxofone e banjo em bares clandestinos de Nova Orleans e, desde muito jovem, Klaus teve acesso à ampla coleção de discos de seus pais. Seu irmão e irmã mais velhos começaram a apresentá-lo ao rock quando estavam no ensino fundamental e médio, com seu irmão apresentando-o a Elvis Presley, sua irmã apresentando-o a Little Richard e ambos apresentando-o a Jerry Lee Lewis.   Aos 8 anos, depois de ver Buddy Holly no Ed Sullivan Show, seus pais compraram para ele sua primeira guitarra Stella após sua contínua insistência. Ele começou a aprender a ler música, mas a guitarra era incontrolável para suas mãos pequenas. Seu professor de guitarra declarou aos pais que ele nunca aprenderia a tocar. Aos 13 anos, mudou para uma Gibson e começou outra tentativa séria de aprender a tocá-la. Aos 14 anos formou sua primeira banda, um grupo de surf chamado The Woodsmen; sua primeira banda de verdade foi The Liberators.

## Carreira
Flouride mudou-se para Boston em 1967, onde comprou seu primeiro baixo para tocar em um power trio chamado Thursday Parade. Ele tocou brevemente com o cantor Billy Squier em Magic Terry & The Universe. Ele se mudou entre Boston e a cidade de Nova York nos anos seguintes, fazendo shows que vão desde apresentações solo a bandas de R&B e blues.
Ele se envolveu com o punk rock depois de se mudar para São Francisco em 1977 e passar um tempo no Mabuhay Gardens. Ele se juntou ao Dead Kennedys depois de responder ao anúncio de East Bay Ray em uma revista de música local. Ele tocou em todos os seus discos e co-escreveu muitas de suas canções.
Flouride começou a trabalhar em um álbum solo após o lançamento do segundo álbum do Dead Kennedys, Plastic Surgery Disasters de 1982, lançando o single de 12" "Shortnin' Bread" (com "The Drowning Cowboy" como lado B) em 1982 e o EP Cha Cha Cha com Mr. Flouride em 1985.
Depois que o Dead Kennedys se separou em 1986, Flouride se concentrou em sua carreira solo, lançando Because I Say So em 1988 e The Light Is Flickering em 1991, este último álbum incluindo a música "Dancing with Shauna Grant ".
Flouride também trabalha no estúdio como produtor e mixer e fez projetos com muitos artistas, incluindo os Hi-Fives. 
Em 2001, Flouride se reuniu com Ray e Peligro sob o nome de Dead Kennedys. 

## Equipamentos
Klaus Flouride tocou um Lake Placid Blue Fender Jazz Bass de 1966 que comprou por $ 200; este foi seu baixo principal durante seus anos com os Dead Kennedys. Porém, em março de 2013 o baixo foi roubado no Brasil; Flouride acredita que as companhias aéreas o perderam.  O luthier Tony Schroom, construiu para Flouride um novo instrumento completo com os mesmos adesivos e arranhões do antigo.  Ele também tocou com um Fender Bass VI, particularmente no álbum Bedtime For Democracy.
Flouride usou "um amplificador Acoustic 150b e um gabinete Acoustic 402 com alto-falantes padrão pelo menos até 'In God We Trust'", antes de obter um amplificador Traynor Mono Block B para substituir o cabeçote Acoustic. Ele usa principalmente um Gallien Krueger MB 500 e um gabinete Ampeg SVT quando está em turnê. De acordo com um post recente no site de Flouride, ele usa um Boss Blues Driver e um pedal afinador Boss TU-2. Flouride também tocou clarinete na música DK Terminal Preppie.

## Discografia

### Solo

#### Álbuns
- Cha Cha Cha With Mr. Flouride (1985)
- Because I Say So (1988)
- The Light Is Flickering (1991)
- Flouride Treatments (2011) - vendido apenas na loja virtual de Flouride

#### Singles
- "Shortnin Bread" (1982)

### Dead Kennedys

#### Álbuns
- Fresh Fruit for Rotting Vegetables (1980)
- In God We Trust, Inc. (1981)

- Plastic Surgery Disasters (1982)
- Frankenchrist (1985)
- Bedtime for Democracy (1986)

#### Álbuns ao vivo
- Mutiny on the Bay (2001; gravado em Março de 1982 e Fevereiro de 1986)
- Live at the Deaf Club (2004; gravado em março de 1979)
- DK 40 (2019; gravado em Dezembro de 1982 e Maio de 1985)